# Manuel Canales
Manuel Braulio Canales (Toledo 1747 - ibíd. 1786) fue un compositor y violonchelista español del clasicismo.

## Biografía
Se conocen pocos datos de la vida de Manuel Canales. Las primeras investigaciones se deben a Julio Gómez, compositor y musicólogo, en un artículo publicado en 1912, tras el descubrimiento del volumen de los cuartetos conservado en Toledo.
Fue bautizado en Santa María Magdalena, tres días después de su nacimiento, con los nombres de Manuel y Braulio, por sus padres, Dámaso Canales y Antonia López Carnicero.
En octubre de 1756 a la edad de nueve años, comienza la educación musical del pequeño Manuel en la Catedral de Toledo, bajo la dirección del Maestro Jaime Casella (1690-1764). Conocido por su talento con el violonchelo y contrabajo de viola, la influencia del violonchelista Francesco Montali parece probable. Montali compuso para la casa de Alba.
Se trasladó a Madrid en 1770 para trabajar en el servicio del duque de Alba. Este viaje le permitió descubrir la música de cámara de Joseph Haydn y Boccherini, influencias que se reflejan en su música. Es probable que el músico descubriese su repertorio en la Academia de Música que frecuentaba en Madrid. En los volúmenes conservados en la Biblioteca Nacional de España incluirá música Canales junto a obras de Joseph Haydn, Antonín Kammel (1730-1788), Luigi Boccherini y Carl Friedrich Abel, un signo de la calidad que le atribuía a sus cuartetos.
Julio Gómez mantiene la hipótesis de que Canales estudió en Italia antes de 1774, pero no hay evidencia cierta.
Su patrón, el duque de Alba murió en 1776, lo que parece lo puso en una situación difícil. Él, sin duda, esperaba entrar en el servicio del rey de España, dedicando su Opus 3, pero en vano. No obtuvo puesto en la capital, en 1779, regresó a Toledo y el trabajo en la catedral como instrumentista y compositor de música sacra. Como seglar que era, se le negó la tenencia por capítulo a maestro de capilla, una posición que ocupaba Francisco Juncá (1742-1833).
Como compositor trabajó en varias series de cuartetos (a pesar de que solo se conservan dos op 1 y op 3 respectivamente) y composiciones religiosas.